# Джонатан Томпсон
Джонатан Томпсон (англ. Jonathan Thompson; 7 грудня 1773, Айсліп, округ Саффолк, Нью-Йорк — 30 грудня 1846, Нью-Йорк, США) — американський комерсант, колектор (збирач податків) порту Нью-Йорк, банкір і політик.

## Біографія
Він був сином Ісака Томпсона (англ. Isaac Thompson) (1745–1816), судді загальної юрисдикції в суді Саффолка (англ. Suffolk Court of Common Pleas) і члена Державної Ассамблеї Нью-Йорка (англ. New York State Assembly) в 1795 році та Мері (Гардінер) Томпсон (англ. Mary (Gardiner) Thompson), яка померла в 1786 році.
Джонатан Томпсон був одружений з Елізабет Гейвенс (англ. Elizabeth Havens) (1773–1868) і вони мали шестеро дітей, серед яких був Девід Томпсон, майбутній бізнесмен.
Джонатан Томпсон був партнером торговельної фірми «Gardiner & Thompson», яка займалася імпортом з Вест-Індії до Нью-Йорку.
З 1813 року він був директором банку «Manhattan Company» в Нью-Йорку.
Президент США Джеймс Монро призначив Джонатана Томпсона колектором порту Нью-Йорк у листопаді 1820 року. Джонатан займав цю посаду до 1829 року, коли був звільнений президентом США Ендрю Джексоном.
1820 року відбувався пік розвитку першої трансатлантичної компанії пакет-вітрильників за графіком «Black Ball Line», серед співзасновників якої були Джеремія Томпсон і Френсіс Томпсон. Один із пакет-вітрильників цієї компанії «James Monroe» мав ім'я на честь президента Джеймса Монро.
З березня 1840 року і до смерті Джонатан Томпсон був президентом банку «Manhattan Company» в місті Нью-Йорк.